# Franco Braga
Franco Braga (Roma, 31 marzo 1943) è un docente e politico italiano.

## Biografia
Si è laureato nel 1967 in Ingegneria Civile Edile, con il massimo dei voti e la lode, presso l'Università di Roma.
Dagli anni '80 è docente di Tecnica delle costruzioni alla Sapienza di Roma, è stato anche presidente dell'Associazione Nazionale Italiana di Ingegneria Sismica.
È autore di oltre 150 articoli pubblicati negli atti di congressi, su riviste nazionali e internazionali, ma anche su libri.
In sede di formazione del Governo Monti, Altero Matteoli lo propose come sottosegretario alle Infrastrutture. Il 29 novembre 2011 viene invece nominato Sottosegretario di Stato al Ministero delle politiche agricole alimentari e forestali sotto il Ministro Mario Catania. La sua nomina rimase in dubbio per un breve periodo, in quanto molte fonti indicavano come nominato il quasi omonimo Francesco Braga, docente in Canada, che effettivamente si occupava di materie legate all'agricoltura.; rimase in carica fino al 28 aprile 2013.